# Antic Escorxador (Lloret de Mar)
L'Antic Escorxador és un edifici del municipi de Lloret de Mar (Selva) que forma part de l'Inventari del Patrimoni Arquitectònic de Catalunya.

## Descripció
L'Antic Escorxador es tracta d'un edifici de planta peculiar, semblant a una creu llatina amb el seu corresponent creuer o transsepte. L'edifici està constituït basant-se en l'ensamblament de quatre cossos superposats, aproximadament com un trencaclosques. La superposició dels cossos segueix un ordre jeràrquic de menys a més: així el primer cos que correspon a l'entrada és el més petit; el segon el sobrepassa i el tercer arrabassa a tots tres. Tanca el conjunt el quart cos, el qual trenca aquest ordre jeràrquic, ja que les seves mides i proporcions són més reduïdes.
Els quatre cossos comparteixen les mateixes característiques: des de la presència d'una única planta i la coberta a dues aigües de vessants a laterals; passant pel sistema d'obertures amb aquestes petites i reduïdes finestres desproveïdes de qualsevol mena d'emmarcament i semblant a espitlleres i fins a arribar el ràfec continu que es prolonga per tot el perímetre de l'edifici i que està format per quatre fileres: la primera de rajola plana, la segona de rajola en punta de diamant, la tercera de rajola plana i la quarta de teula girada. Pel que fa al tema dels materials prima la solució d'arrebossat i pintat en els quatre cossos, excepte en el terç inferior el qual està folrat per pedra vista.

## Història
L'arquitecte responsable de la construcció de l'Antic Escorxador va ser Bonaventura Conill i Montobbio, el qual va ser un arquitecte i dibuixant del segle XIX-XX, nascut a Barcelona en el 1876 i mort en la mateixa ciutat en el 1946. Amb el títol d'arquitecte expedit en el 1898, va ser un visitant assidu del taller d'Antoni Gaudí. Obra seva va ser la moderna església parroquial de Lloret de Mar. En la seva joventut va combinar les tasques d'arquitecte amb les d'il·lustrador, col·laborant en el setmanari ¡Cu-Cut! de Barcelona.
A part de l'edifici de l'Antic Escorxador, Bonaventura Conill i Montobbio també és el responsable de la factura d'un altre edifici molt important de Lloret de Mar com l'Antic Can Gelats. El 8 d'abril de 1995 era inaugurat l'edifici del Casal de Joves. El 8 d'abril de 2005 es van celebrar els deu anys d'existència del Casal de Joves (1995-2005). De fet, l'estructura de l'edifici s'ha mantingut i de la mateixa manera que ara hi ha una zona amb una aula, un magatzem i un buc d'assaig, allà mateix hi havia hagut anteriorment les neveres de la carn.